# 리바스 바시아마드리드역
리바스 바시아마드리드 역(스페인어: Rivas Vaciamadrid)은 마드리드 지하철 9호선의 역이다. 마드리드 지방 리바스바시아마드리드 남부에 위치해 있다. 요금구역 상으로는 B2구역에 속한다.

## 역사
1999년 4월 7일 9호선이 아르간다 델 레이 역까지 연장되면서 문을 열었다. 지상에 위치해 있고 별도 주차장까지 갖추고 있는 몇 안되는 지하철역이기도 하다. TFM 사의 영업시간 제한에 따라 나머지 지하철역보다 영업을 일찍 종료한다.
2018년 8월 4일부터 9월 1일까지 공사 문제로 영업을 일시 중단한다.

## 환승 정보
역 주변에 버스 정류장이 총 두 곳 있다.
버스
- 시외버스
  - 312, 312A, 313, 326, 330, 332, 334, 336, 337, 351, 352, 353번 노선 (주간)
  - N302, N303 (야간)

지하철과 세르카니아스
| 마드리드 지하철              | 마드리드 지하철       | 마드리드 지하철            |
| ---------------------------- | --------------------- | -------------------------- |
| 리바스 푸투라 파코 데 루시아 | 마드리드 지하철 9호선 | 라 포베다 아르간다 델 레이 |